# نبرد لا روشل
نبرد لا روشل (انگلیسی: Battle of La Rochelle)، نبردی است از نبردهای جنگ صدساله که در سال ۱۳۷۲ بین پادشاهی کاستیل و انگلیس رخ داد که با پیروزی کاستیلی‌ها همراه بود.